# Branded Entertainment Network
Branded Entertainment Network (BEN) is een Amerikaans bedrijf dat voorheen bekend was onder de naam Corbis Corporation. Het opereert als een reclamebureau en een bedrijf dat auteursrechten verzamelt. Het heeft een verzameling van meer dan 100 miljoen afbeeldingen en 500.000 video's en concurreerde tot 2016 met Getty Images voor het grootste beeld- en media-archief ter wereld.

## Geschiedenis
Het bedrijf werd in 1989 opgericht door Bill Gates als particulier eigendom onder de naam Interactive Home Systems. Oorspronkelijk wilde Gates media-inhoud beveiligen die zou worden geprojecteerd op plasmaschermen, die de fotolijst zouden vervangen, in ruil voor royalty's. Halverwege de jaren negentig werd een 'traditioneel' fotobureau opgericht als tussenstap om de afbeeldingen aan gebruikers in licentie te geven.
Het werd enige jaren later in 1992 omgedoopt tot Corbis Corporation en richtte zich op de verkoop en distributie van foto- en filmmateriaal en de daarbij behorende rechten. Het oorspronkelijke doel van het bedrijf was het onder licentie vrijgeven en digitaliseren van kunstwerken en andere historische afbeeldingen voor toekomstig gebruik door middel van digitale lijsten. In 1997 veranderde Corbis zijn bedrijfsmodel om zich te concentreren op het licentiëren van de afbeeldingen en films in zijn collectie.
Corbis werd in januari 2016 verkocht aan Unity Glory, een bedrijfsdivisie van Visual China Group. Corbis-concurrent Getty nam de licentie van de beelddatabase buiten China over. Corbis behield zijn entertainmenttak onder de naam Branded Entertainment Network.

## Hoofdcollecties
- het Bettmann-archief, verworven in 1995, bevat 11 miljoen afbeeldingen
  - het archief werd in 2016 overgenomen door Getty Images
- het Franse agentschap Sygma, overgenomen in 1999
- het Duitse agentschap Zefa, overgenomen in 2005
- recht op exploitatie van afbeeldingen van de werken die zijn bewaard in het Hermitage- museum in St. Petersburg, in het Philadelphia Museum of Art en in de National Gallery in Londen

## Dochterondernemingen
- Veer, beheert exploitatierechten op goedkope afbeeldingen
- GreenLight, een bureau voor directe vertegenwoordiging van rechthebbenden
- Corbis Motion, beheert exploitatierechten op ruim 500.000 video's